# Wagnerikus rock
A wagnerikus rock egy zenei stílus, melynek megteremtője, és legfontosabb képviselője Jim Steinman. Steinmant Richard Wagner zenéje ihlette arra, hogy a rockzenét Wagner-féle elemekkel ötvözze és egy rock operai hatást váltson ki. A műfaj a 20. századi rock és a 19. századi opera ötvözete.
Tartalmas szövegek, hosszú instrumentális blokkok és hosszú dal jellemzi. Legtöbbször 6, 7, 8 de akár 12 perces dalról van szó. Minden dalnak van egy felvezetése amit egy versszak követ, azután az átkötés és a refrén. Többnyire ez figyelhető meg Steinman dalainál is. De feltűnhet a keretes szerkezet is. Minden dalt úgy kell elképzelni, mint egy kisebb operát: van bevezetés, cselekmény, tetőpont és finálé. 
Elengedhetetlen hangszere a zongora és a csörgődob. Ezek adják a zenei alapot, de fellelhetők még metál zenei elemek is. 
E stílus képviselője először Meat Loaf volt 1977-től, majd Bonnie Tyler, Pandora’s Box. De wagnerikus rock stílusú dala van Céline Dionnak és a Fire Inc.-nek is. Továbbá hasonló stílusú a Vámpírok Bálja című Roman Polański musical is, melynek zeneszerzője ismételten Jim Steinman.

## Albumok
Wágnerikus rock stílusú albumok, melyeknek producere Jim Steinman:
- Bat Out of Hell - Meat Loaf 1977
- Dead Ringer - Meat Loaf 1981
- Bad for Good - Jim Steinman 1981
- Faster than the Speed of Night - Bonnie Tyler 1983
- Secret Dreams and Forbidden Fire - Bonnie Tyler 1986
- Original Sin - Pandora’s Box 1989
- Bat out of Hell II. Back into Hell - Meat Loaf 1993
- Free Spirit - Bonnie Tyler 1996
- Vámpírok bálja musical (Der Tanz Der Vampire) - 1997
- Whistle Down the Wind musical - 1998 (Jim Steinman és Andrew Lloyd Webber)
- The Dream Engine musical - 2006
- Bat out of Hell III The Monster Is Loose - Meat Loaf 2006
- Batman musical - 2006

## További előadók
- Trans-Siberian Orchestra
- Evanescence
- Laibach
- Manowar
- Nightwish
- Klaus Schulze
- Bonnie Tyler